# Serdar Berdimuhamedow

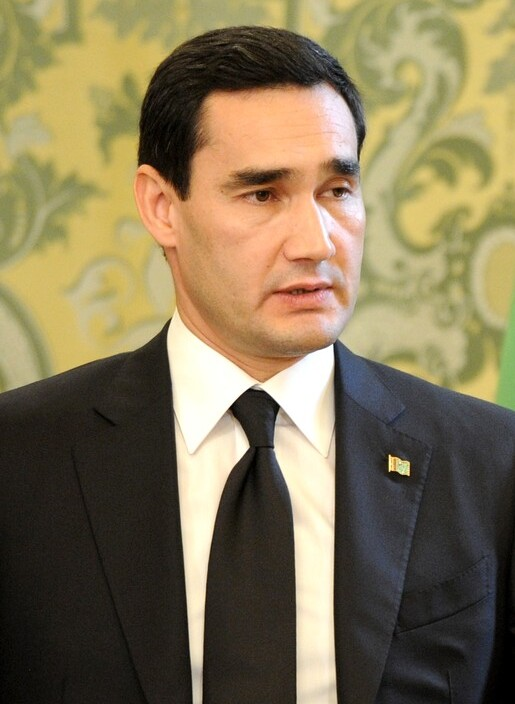
Serdar Berdimuhamedow (2022)

Serdar Gurbangulyýewiç Berdimuhamedow, deutsch: Serdar Gurbangulijewitsch Berdimuhamedow, (* 22. September 1981 in Aşgabat, Turkmenische SSR, Sowjetunion) ist ein turkmenischer Politiker (Demokratische Partei Turkmenistans). Als Amtsnachfolger seines Vaters Gurbanguly Berdimuhamedow ist er seit dem 19. März 2022 Präsident von Turkmenistan. Er trägt den Titel „Beschützer Serdar“ (Arkadag Serdar).

## Karriere

Präsidentenflagge Turkmenistans

Über die Karriere Serdar Berdimuhamedows gab es lange Zeit keinerlei Informationen. Erst mit seinem Einzug in das turkmenische Parlament rückte der Präsidentensohn zunehmend in den Fokus turkmenischer Medien. Diese veröffentlichten zudem einen Lebenslauf Berdimuhamedows.
Demnach wurde Serdar Berdimuhamedow am 22. September 1981 als einziger Sohn des späteren Präsidenten Gurbanguly Berdimuhamedow geboren. 1997 schloss er in Aşgabat die Sekundarschule ab und studierte daraufhin an der Turkmenischen Staatlichen Universität für Landwirtschaft. Nach vier Jahren verließ er die Universität als Verfahrenstechniker. 2001 arbeitete er für fünf Monate im Bereich Außenwirtschaftsbeziehungen des Verbands der turkmenischen Nahrungsmittelproduzenten. Im Anschluss an diese Tätigkeit leistete er von 2001 bis 2003 Militärdienst und kehrte danach zum Verband der turkmenischen Nahrungsmittelproduzenten zurück, wo er bis 2008 damit beauftragt war, die Produktion und den Export von turkmenischen Weinen voranzutreiben. Im Jahr 2008 ging Berdimuhamedow nach Moskau, wo er an der Diplomatischen Akademie studierte und mit einem Abschluss in Internationale Beziehungen graduierte. Parallel war er als Berater des turkmenischen Botschafters in Russland tätig.
2011 verließ Serdar Berdimuhamedow Moskau und ging nach Genf, wo er am Genfer Zentrum für Sicherheitspolitik studierte. Dauer und Abschluss seines Studiums in Genf sind allerdings unbekannt. In dieser Zeit war er zudem Berater des Ständigen Vertreters Turkmenistans bei den Vereinten Nationen. Von August bis Dezember 2013 arbeitete Berdimuhamedow für das turkmenische Außenministerium als Leiter der Abteilung für europäische Länder. Ende 2013 wechselte er das Tätigkeitsfeld erneut und wurde Vize-Chef der staatlichen Agentur für die turkmenischen Erdöl-Reserven.
Am 20. November 2016 trat Berdimuhamedow bei den Parlamentswahlen in der Provinz Ahal an und erlangte einen Sitz im turkmenischen Parlament. Seit diesem Zeitpunkt war Serdar Berdimuhamedow in den turkmenischen Medien äußerst präsent. Er wurde bei Freizeitaktivitäten mit seinem Vater, beispielsweise beim Reiten, gefilmt und trat zunehmend an der Seite seines Vaters oder alleine bei politischen und gesellschaftlichen Veranstaltungen auf. Am 27. Oktober 2017 wurde Serdar von seinem Vater mit der Mälikguly Berdimuhamedow-Medaille ausgezeichnet, die nach dem Vater des amtierenden Präsidenten benannt ist. Mit dem Erhalt der Auszeichnung stieg er zudem in den Rang eines Oberstleutnants auf. Im März 2018 wurde Berdimuhamedow zum Vize-Außenminister ernannt und trat in dieser Funktion erstmals auch international in Erscheinung. Im Februar 2019 gab Berdimuhamedow seinen Posten im Außenministerium auf und wurde stellvertretender Vorsitzender der Regionalverwaltung der Provinz Ahal.
Im Rahmen einer Kabinettsumbildung wurde Serdar Berdimuhamedow am 8. Februar 2020 zum Minister für Industrie und Bau ernannt. Das Ministerium war zuvor durch ein Dekret des Präsidenten in der Nachfolge des aufgelösten Ministeriums für Industrie und Kommunikation eingerichtet worden. Mit dem Wechsel in das Ministeramt gab Berdimuhamedow sein Amt in der Regionalverwaltung der Provinz Ahal auf. Am 11. Februar 2021 nahm Präsident Gurbanguly Berdimuhamedow eine weitere Regierungsumbildung vor, dabei übernahm Serdar Berdimuhamedow das neugeschaffene Amt des stellvertretenden Premierministers mit Zuständigkeit für Digitalisierung und innovative Technologien.
Die große Bandbreite an Positionen und Tätigkeitsfeldern, die Serdar Berdimuhamedow in seiner Karriere bearbeitet hatte, wurden als mögliche Vorbereitung für die Übernahme des Präsidentenamts von seinem Vater interpretiert.  Laut Angaben der Zentralen Wahlkommission Turkmenistans erhielt Berdimuhamedow bei der vorgezogenen Präsidentschaftswahl im März 2022 72,97 Prozent der Stimmen bei einer Wahlbeteiligung von 97 Prozent. Berdimuhamedow wurde am 19. März 2022 vereidigt und übernahm anschließend die Amtsgeschäfte von seinem Vater. Seither trägt er den Titel „Beschützer Serdar“ (Arkadag Serdar). Gurbanguly Berdimuhamedow hält als „Nationaler Führer“ (Milli Lider) jedoch weiter die Machtfäden in der Hand.